# 3707 Шретер
3707 Шретер (3707 Schröter) — астероїд головного поясу, відкритий 5 лютого 1934 року.
Тіссеранів параметр щодо Юпітера — 3,356.